# Jérémy Haurie
Pas d'image ? Cliquez ici

a Compétitions nationales et continentales officielles uniquement.

Dernière mise à jour le 21 février 2022.
Jérémy Haurie, né le 24 mai 1987, est un joueur français de rugby à XV évoluant au poste de pilier.

## Biographie
Jérémy Haurie commence le rugby à l'âge de six ans avec le SC Lasseube. Il quitte le club en cadet pour rejoindre le FC Oloron. Un an plus tard, il rejoint le centre de formation de la Section paloise avec qui il remporte le championnat de France Crabos en 2006 et atteint la finale du championnat de France Reichel. Il commence sa carrière professionnelle en Pro D2 lors de la saison 2009-2010 et connait sa première titularisation en avril 2010 face au CA Lannemezan.
En 2011, il s'engage en Fédérale 1 avec l'AC Bobigny 93. Puis en 2012, il rejoint le CA Saint-Étienne toujours en Fédérale 1. En 2013, il s'engage avec le RC Narbonne en Pro D2, mais ne joue aucun match.
Il rejoint ensuite l'ASRC Chalon en Fédérale 1 avec qui il évolue jusqu'en 2016. Il retourne en 2016 au FC Oloron pour deux saisons.
A l'été 2018, il s'engage avec le Stado Tarbes.
En 2019, il rejoint l'Union Cognac Saint-Jean-d'Angély en Fédérale 1, dont il est licencié à l'issue de la saison 2019-2020.
Il joue la saison 2020-2021 en Fédérale 2 avec l'Union Barbezieux Jonzac qu'il quitte à la fin de la saison pour retourner dans le Béarn.

## Palmarès
- 2006 : Vainqueur du championnat de France Crabos avec la Section paloise.